# Colt Model 1855 Sidehammer Pocket Revolver

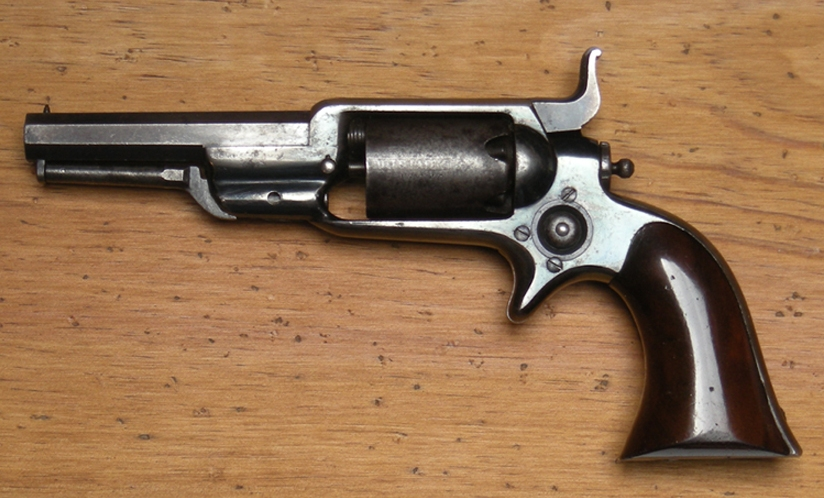
Colt Root 1855 Revolver, Model 2, cal .28

O Colt Model 1855 Sidehammer, também conhecido como Colt Root Revolver devido ao engenheiro que o projetou, Elisha K. Root (1808–1865), foi um revólver de percussão de ação simples de cinco tiros, usado durante a Guerra Civil Americana e fabricado pela Colt's Patent Fire Arms Manufacturing Company nos calibres .28 e .31, tendo sido o primeiro da Colt a ter o cilindro completamente envolvido pelo corpo da arma, por cima e por baixo, os modelos anteriores tinham a parte acima do cilindro aberta ("open frame").
Os modelos originais da Colt que se seguiram ao "Sidehammer" e herdaram essa estrutura mais sólida e o estilo do gatilho, foram o Colt House (1871) e o Colt New Line (1873).